# Омши
Омши (фр. Omchi) — деревня в Чаде, расположенная на территории региона Тибести. Входит в состав департамента Восточное Тибести. Население составляют представители субэтнической группы теда народа тубу.

## География
Деревня находится в северо-западной части Чада, в северо-восточной части плоскогорья Тибести, на высоте 1033 метров над уровнем моря.
Омши расположен на расстоянии приблизительно 1066 километров к северо-северо-востоку (NNE) от столицы страны Нджамены. Ближайшие населённые пункты: Ому, Ебби-Сума, Камай, Томми.
Климат Омши характеризуется как аридный жаркий (BWh в классификации климатов Кёппена).

## Достопримечательности
В окрестностях деревни в 1934 году были обнаружены древние наскальные изображения людей с дротиками, страусов и быков.

## Транспорт
Ближайший аэропорт расположен в городе Бардаи.